# Fertilização orgânica
Fertilização orgânica é a técnica de fertilização agrícola do solo que não utiliza produtos químicos sintéticos preferindo aqueles de origem orgânica, como os obtidos pela decomposição de matéria vegetal morta e de excrementos de animais. É um método usado pela Agricultura orgânica e Produção Integrada.
Produto orgânico é todo aquele produzido sem o uso de adubos químicos, defensivos ou agrotóxicos. Ele é mais saudável porque não contém as substâncias químicas que os produtos tradicionais absorvem dos defensivos agrícolas geralmente usados nas lavouras, ou mesmo na produção de proteína animal onde podem ser utilizados antibióticos. 
É importante consumir produtos orgânicos porque são mais saudáveis, mais saborosos , amis nutritivos e não agridem o meio ambiente. Seu sabor é melhor, A agricultura orgânica  traz vantagens porque evita a contaminação de mananciais de água, do solo  e o esgotamento dos nutrientes do solo pelo uso da monocultura. Além do que, gera um sentimento de respeito à natureza e integração.